# Karl Engert

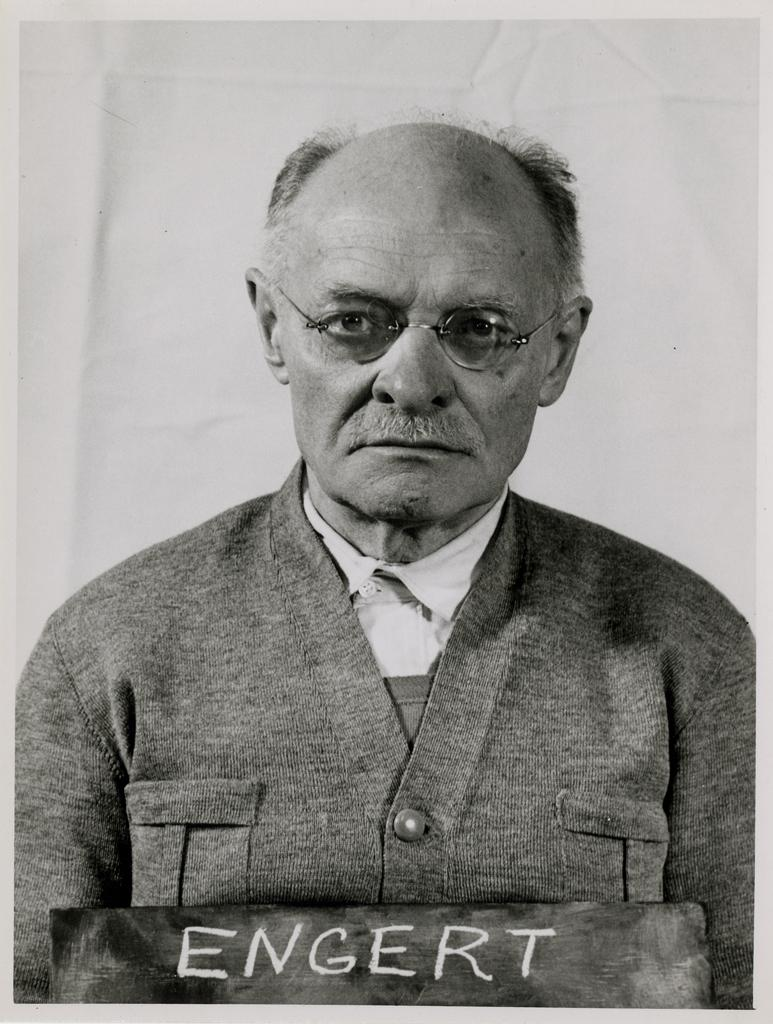
Karl Engert während der Nürnberger Prozesse

Karl Engert (* 23. Oktober 1877 in Stettin; † 8. September 1951) war ein deutscher Jurist. Er war Vizepräsident am Volksgerichtshof und SS-Oberführer (SS-Nummer 274.758).

## Leben
Der Sohn des Regierungs-Gewerberats Armin Engert und seiner Ehefrau Hedwig Gruber, Tochter des Landgerichtsrats Julius Gruber, begann nach dem Abitur 1897 am Wilhelmsgymnasium München und dem anschließenden Studium an der Universität München seine juristische Laufbahn als Amtsgerichtssekretär in München. Danach wurde er am Amtsgericht von Scheinfeld tätig. In Regensburg wurde er zum Landgerichtsdirektor ernannt.
In Schweinfurt bekleidete er die Position eines Landgerichtspräsidenten. Im Bayerischen Justizministerium wurde er zum Ministerialrat befördert. Im Ersten Weltkrieg diente er als Leutnant und wurde Kriegsgerichtsrat.
Schon früh nahm er Beziehungen zu den Nationalsozialisten auf und als Scheinfelder Oberamtsrichter wurde er 1921 Mitglied und der Mitbegründer der ersten, am 21. März 1921 für Scheinfeld und Markt Bibart gegründeten Ortsgruppe der NSDAP in Nordbayern bzw. Franken und deren Ortsgruppenleiter. Es folgten einige Jahre der Beschäftigung als Schriftsteller für Zeitungen und Zeitschriften. Zudem hatte er auch Kontakt mit Adolf Hitler, den er am 3. November 1924 auch während dessen Haft in Landsberg besuchte.
Nach Ende des NSDAP-Verbots trat er zum 2. März 1927 der Partei wieder bei (Mitgliedsnummer 57.331). Von 1932 bis 1933 nahm er ein Mandat im Bayerischen Landtag für die NSDAP wahr. Bei der Reichstagswahl am 29. März 1936 kandidierte er erfolglos auf dem hinteren Listenplatz Nummer 1027.
Seine juristische Karriere erreichte den Höhepunkt mit der Ernennung zum Vizepräsidenten am Volksgerichtshof und Vorsitzenden des 2. Senats in Berlin. Auf einer Tagung der führenden Juristen des Deutschen Reichs wurde er am 23. und 24. April 1941 in Berlin darüber unterrichtet, wie die „Vernichtung lebensunwerten Lebens“ (NS-Jargon) durch das Einatmen von Gas praktiziert werden konnte.
Seiner NS-Gesinnung nach verurteilte er vor dem Volksgerichtshof Jugendliche unter 18 Jahren zum Tode, obwohl die juristischen Bestimmungen die Todesstrafe nicht zuließen. Er zog aber eine besondere Bestimmung als Ausnahme heran, in der es hieß, dass eine Verurteilung zum Tode dann möglich sei, wenn der Jugendliche die geistige und sittliche Reife eines Achtzehnjährigen habe.
So verurteilte er mit dieser Begründung am 11. August 1942 Helmuth Hübener zum Tode, der einer jugendlichen Widerstandsgruppe angehörte, ebenso im September 1942 Walter Klingenbeck, den Anführer einer Widerstandsgruppe von Jugendlichen. Sie wurden im Alter von 17 bzw. 19 Jahren hingerichtet.
Nach einer Absprache zwischen dem Reichsjustizminister Otto Georg Thierack und dem Reichsführer SS Heinrich Himmler im September 1942 sollten „asoziale Elemente“ aus den Bevölkerungsgruppen der „Juden, Zigeuner, Russen und Ukrainer, Polen über 3 Jahre Strafe, Tschechen oder Deutsche über 8 Jahre Strafe“ aus dem Strafvollzug der Justiz „zur Vernichtung durch Arbeit“ in Konzentrationslager deportiert werden. Erklärend hatte Thierack dem Reichsleiter Bormann dazu mitgeteilt, „die Strafverfolgung gegen Polen, Russen, Juden und Zigeuner“ werde deshalb ganz an die SS abgegeben, da „die Justiz nur in kleinem Umfang dazu beitragen kann, Angehörige dieses Volkstums auszurotten.“ Diesen „asozialen“ Häftlingen sollten weitere 2.000 politische Justizhäftlinge hinzugefügt werden. Zur Selektion wurde im Reichsministerium der Justiz eine neue Abteilung gegründet, die Engert, der zum Ministerialdirektor befördert wurde, leitete. Bis zum April 1943 waren dem RSHA bereits fast 17.000 zu Deportierende gemeldet worden. Sie kamen überwiegend in das KZ Mauthausen. Die Wiesbadener Staatsanwaltschaft schätzte in dem Verfahren gegen Engert und andere 1951/52, dass die Hälfte die ersten drei Monate nicht überlebte.
Weiterhin kam aus seiner Abteilung eine Richtlinie, die Maßnahmen der Räumung von Haftanstalten vorsah: „Anstaltsräumung bei Feindbedrohung“. Wegen dieser Richtlinie kam es zum Massaker von Sonnenburg. Unter anderem deswegen wurde Engert im Nürnberger Juristenprozess angeklagt. Sein Verteidiger war bis 31. Juli 1947 Hans Marx, anschließend Heinrich Link. Zu einer Verurteilung Engerts kam es nicht, weil er aus Krankheitsgründen für verhandlungsunfähig erklärt wurde. In den Vernehmungen, die noch stattfanden, leugnete er jede Verantwortung ab.